# 猪名川渓谷県立自然公園
猪名川渓谷県立自然公園（いながわけいこくけんりつしぜんこうえん）とは、兵庫県東部にある兵庫県立の自然公園である。

## 概要
兵庫県東部の川西市、丹波篠山市、川辺郡猪名川町に広がる。大野山を最高峰に、妙見山、猪名川渓谷などの山岳地帯を公園域として、1957年4月27日に指定された。総面積は9,352ヘクタールで、うち特別地域が762ヘクタールとなっている。

## 名所

### 山岳
- 大野山 - 標高 753.5メートル。ふるさと兵庫50山。
- 妙見山 - 標高 660.1メートル。ふるさと兵庫50山。

### 渓谷・滝
- 猪名川渓谷

### 湖
- 知明湖（一庫ダム）